# پاسکال روبر
پاسکال روبر (فرانسوی: Pascal Robert‎؛ زادهٔ ۲۲ اکتبر ۱۹۶۳) دوچرخه‌سوار اهل فرانسه است.